# Hermannia glabrata
Hermannia glabrata là một loài thực vật có hoa trong họ Cẩm quỳ. Loài này được L. f. mô tả khoa học đầu tiên.